# Pukar
 (décembre 2024).
La mise en forme du texte ne suit pas les recommandations de Wikipédia : il faut le « wikifier ».
Les points d'amélioration suivants sont les cas les plus fréquents :
- Les titres sont pré-formatés par le logiciel. Ils ne sont ni en capitales, ni en gras.
- Le texte ne doit pas être écrit en capitales (les noms de famille non plus), ni en gras, ni en italique, ni en « petit »…
- Le gras n'est utilisé que pour surligner le titre de l'article dans l'introduction, une seule fois.
- L'italique est rarement utilisé : mots en langue étrangère, titres d'œuvres, noms de bateaux, etc.
- Les citations ne sont pas en italique mais en corps de texte normal. Elles sont entourées par des guillemets français : « et ».
- Les listes à puces sont à éviter, des paragraphes rédigés étant largement préférés. Les tableaux sont à réserver à la présentation de données structurées (résultats, etc.).
- Les appels de note de bas de page (petits chiffres en exposant, introduits par l'outil «  Source ») sont à placer entre la fin de phrase et le point final[comme ça].
- Les liens internes (vers d'autres articles de Wikipédia) sont à choisir avec parcimonie. Créez des liens vers des articles approfondissant le sujet. Les termes génériques sans rapport avec le sujet sont à éviter, ainsi que les répétitions de liens vers un même terme.
- Les liens externes sont à placer uniquement dans une section « Liens externes », à la fin de l'article. Ces liens sont à choisir avec parcimonie suivant les règles définies. Si un lien sert de source à l'article, son insertion dans le texte est à faire par les notes de bas de page.
- La présentation des références doit suivre les conventions bibliographiques. Il est recommandé d'utiliser les modèles {{Ouvrage}}, {{Chapitre}}, {{Article}}, {{Lien web}} et/ou {{Bibliographie}}. Le mode d'édition visuel peut mettre en forme automatiquement les références.
- Insérer une infobox (cadre d'informations à droite) n'est pas obligatoire pour parachever la mise en page.

Pour une aide détaillée, merci de consulter Aide:Wikification.
Si vous pensez que ces points ont été résolus, vous pouvez retirer ce bandeau et améliorer la mise en forme d'un autre article.
Pour l’article homonyme, voir Pukar (film, 1939).
Pour plus de détails, voir Fiche technique et Distribution.
Pukar est un film d'action indien en langue hindi de 1983, réalisé par Ramesh Behl et mettant en vedette Amitabh Bachchan, Randhir Kapoor, Zeenat Aman et Tina Munim. C'est un film sur les combattants de la liberté qui tentent de libérer Goa des Portugais .

## Synopsis
Purandari Shriram Lago, Narvekar P Jayaraj et Dinanath Sudhir Dalvi font partie d'un groupe séparatiste visant à débarrasser Goa des Portugais. Lors d'une fusillade avec la police portugaise, Purandari et Dinanath ont été blessés. Dinanath demande à Purandari de lui tirer dessus car il ne veut pas mourir aux mains des Portugais. Purandari le tue à la demande de Dinanath. Ceci est attesté par Ramdas, le fils de Dinanath, qui croit à tort que c'est Purandari qui l'a tué.
Ramdas s'enfuit chez M. Dayanand "Om Shivpuri" qui le protège. La police portugaise arrive à nouveau et semble tuer Dayanand et sa femme pour savoir où se trouve Ramdas. Dans la scène suivante, Purandari atteint la maison de Dayanand à la recherche de Ramdas. Ramdas jette un coup d'œil à Purandari et s'enfuit. J'étais un peu confus car la police portugaise l'aurait apparemment tué en lui mettant le pied sur la gorge et dans la scène suivante, il n'avait que des contusions mineures. Même la musique de fond donnait l’impression qu’il était mort. Quoi qu'il en soit, cela ne me dérange pas encore.
Ramdas change son nom en Ronnie pour éviter toute association avec les révolutionnaires indiens. Il est victime d'intimidation par certains enfants à cause de son nom et le prochain combat avance rapidement de deux décennies. Ramdas/Ronnie grandit pour devenir un criminel professionnel comme prévu « Amitabh Bachchan » et a une belle petite amie Julie « Zeenat Aman ». Ronnie aide un autre criminel, Hasmukh Sujit Kumar, à échapper à son arrestation par l'inspecteur de police Montero Prem Chopra .
Ronnie rencontre à nouveau Purandari – le gang Purandari veut des munitions pour les aider dans leur révolte contre les Portugais. Ronnie les trahit à la police à deux reprises et lors de la deuxième rencontre, Purandari perd la vie.
Shekhar ( Randhir Kapoor ) entre rapidement dans l'action. Il vole l'or de Ronnie, libère le rebelle Vigo Xoti de l'hôpital, assassine le chef de la police portugaise et le condamne à mort, tout en faisant de Ronnie son ennemi numéro un. Le fait que tout le monde aime Shekhar plus que Ronnie rend Ronnie encore plus en colère. Il va tuer les parents de Shekhar pour une raison quelconque et découvre que ce sont les mêmes personnes qui l'ont protégé lorsque la police le poursuivait dans son enfance. Cela lui fait comprendre pourquoi Purandari a tué son père quand il était enfant et jure de sauver Shekhar de la peine de mort. Dans une bataille décisive, Ronnie et Shekhar réussissent à tuer les Portugais.

## Acteurs
- Amitabh Bachchan dans le rôle de Ramdas/Ronnie
- Randhir Kapoor dans le rôle de Shekhar Nagari
- Zeenat Aman dans le rôle de Julie
- Tina Moneim dans le rôle d'Usha
- Prem Chopra dans le rôle de Montero
- Sudhir Dalvi comme Dinanath, le père de Ramdas
- Shriram Lagoo comme Purandari
- p. Chirag Comme Narvekar
- La mère de Shivpuri joue Dayanand, le père de Shekhar Nagari
- Chand Usmani dans le rôle de Saraswati, la mère de Shekhar Nagari
- Binchu Kapoor comme M. Kamat, le père d'Usha
- Sudha Chopra dans le rôle de Mme Kamat, la mère d'Usha
- Sujit Kumar comme Hasmukh
- Satyendra Kapoor comme Gopal
- Viju Khote dans le rôle de Kiran Bhandari
- Shobha Khot dans le rôle de Julie, la mère de Young
- Narendra Nath comme Jaggu
- Sharath Saxena dans le rôle de Bablu
- Radha Partik comme Anjali, la fille de Gopal
- Shiva Rindani
- Gurbachan Singh dans le rôle de Godfrey
- Gautam Sareen en tant que policier portugais
- Azad iranien Joli tour
- Cesar D'Mello en tant que danseur anonyme

## Bande sonore
Gestion musicale : RD Burman, Paroles : Gulshan Bawra, Son : Polydor maintenant Universal Music Group
La musique de toutes les chansons a été composée par Rahul Dev Burman et écrite par Gulshan Bawra.
| # | adresse                       | Chanteur(s)                             | période |
| - | ----------------------------- | --------------------------------------- | ------- |
| 1 | "Samandar mein nahki"         | R. D. Bormann                           | 04:48   |
| 2 | "Trop Mikey est mort Gayo"    | Amitabh Bachchan, RD Birmanie           | 06:12   |
| 3 | "Jane Jigar Dunya principale" | Kishore Kumar, RD Birmanie              | 06:13   |
| 4 | "Tu meri lee"                 | Asha Bhosle                             | 04:17   |
| 5 | "Patchki rihna ri papa"       | Kishore Kumar, Asha Bhosle, RD Birmanie | 06h25   |
| 6 | "Mareen ji ya mar gaeng"      | Asha Bhosle, nutritionniste, Birmanie   | 05:21   |